# Kenny Burns
Kenneth „Kenny“ Burns (* 23. September 1953 in Glasgow, Schottland) ist ein ehemaliger schottischer Fußballspieler, der besonders durch seine Zeit bei Nottingham Forest bekannt wurde.

## Birmingham City
Kenny Burns startete 1971 seine Karriere als Fußballprofi bei Birmingham City, wo er zunächst als Verteidiger tätig war. Nachdem Bob Latchford 1974 zum FC Everton wechselte, übernahm er jedoch dessen Position im Angriff und konnte auch auf dort überzeugen. Nach dem Aufstieg in seiner ersten Saison in Birmingham agierte Burns ab der Saison 1972/73 in der ersten Liga. Seine Mannschaft fand sich in den kommenden Jahren zumeist im unteren Tabellendrittel wieder und musste dabei häufig um den Klassenerhalt zittern. Nach der Saison 1976/77 entschied sich Burns zu einem Wechsel zu Nottingham Forest, die gerade den Aufstieg in die erste Liga erreicht hatten.  

## Nottingham Forest
In der Football League First Division 1977/78 gelang seiner Mannschaft die Sensation, als Aufsteiger die Meisterschaft vor dem FC Liverpool zu gewinnen. Trainiert wurde die Mannschaft von Brian Clough, mit dem Forest Ende der 70er bzw. Anfang der 80er Jahre seine erfolgreichste Zeit in der Vereinsgeschichte hatte. Kenny Burns, inzwischen wieder als Verteidiger tätig, bildete gemeinsam mit Larry Lloyd die Innenverteidigung und stellte damit das Fundament der Meistermannschaft. Als besondere Auszeichnung wurde ihm die Wahl zum englischen Fußballer des Jahres 1978 zuteil. Auch die folgende Saison lief sehr erfolgreich und konnte mit Platz 2 in der Football League First Division 1978/79 und dem Gewinn des Landesmeister-Cup 1979 abgeschlossen werden. Im Finale konnte der schwedische Meister Malmö FF in München mit 1:0 bezwungen werden. Den Siegtreffer erzielte Trevor Francis. Ein Jahr später gelang die Titelverteidigung im Landesmeister-Cup 1980 durch ein 1:0 gegen den deutschen Meister Hamburger SV. Weitere Titel in diesen Jahren waren zwei Erfolge im Ligapokal und ein Erfolg im Europäischen Supercup 1979 gegen den FC Barcelona. Kenny Burns erzielte im Rückspiel in Barcelona den entscheidenden Ausgleichstreffer zum 1:1. Nach der Saison 1980/81 wollte er sich einer neuen Herausforderung stellen und unterschrieb einen Vertrag bei Leeds United.

## Leeds United
Burns wechselte für eine Ablösesumme von £400,000 zu seinem neuen Verein. Der Start für Leeds verlief nicht gerade vielversprechend, denn der Verein stieg am Saisonende als Drittletzter in die zweite Liga ab. Seiner Mannschaft gelang in den kommenden beiden Jahren nicht der Wiederaufstieg in die First Division und Kenny Burns kam in seinem neuen Team nicht wie gewohnt zur Entfaltung. Folgerichtig entschied er sich zu einem weiteren Vereinswechsel und schloss sich dem Drittligisten Derby County an. 

## Derby County
Nach der Saison für Derby in der Third Division, mit einem zwischenzeitlichen Ausleihgeschäft zu Notts County, entschloss sich Burns wieder für einen Wechsel. Er war in der abgelaufenen Saison regelmäßig zum Einsatz gekommen und wollte sich noch einmal in einer höheren Liga beweisen. Sein Weg führte ihn daher zum Zweitligisten FC Barnsley. Mit Barnsley verbrachte er das kommende Jahr im Mittelfeld der Tabelle und kam immerhin zu 21 Ligaeinsätzen. Inzwischen knapp 33 Jahre alt, verbrachte er die kommenden Jahre nach einem Kurztrip zu IF Elfsborg als Spielertrainer bei diversen Amateurvereinen. 1993 beendete er endgültig seine Karriere.

## Erfolge
- Englischer Meister: 1978 (mit Nottingham Forest)
- Europapokalsieger der Landesmeister: 1979, 1980 (mit Nottingham Forest)
- Europäischer Supercup-Gewinner: 1979 (mit Nottingham Forest)
- Englischer Ligapokalsieger: 1978, 1979 (mit Nottingham Forest)